# Рогозин, Израиль
Изра́иль Рого́зин (15 марта 1887, Воложин, Российская Империя — апрель 1971, Олэнхёрст, Нью-Джерси, США) — американский предприниматель в текстильной промышленности и филантроп.

## Ранние годы
Родился в семье Самуила Элиезера и Ханны (Мельцер) Рогозиных в Воложине. В 1890 году отец поехал в США по просьбе раввина Нацива, главы Воложинской иешивы, чтобы собрать средства для обеспечения её деятельности. Через год в США переехала и Ханна с четырьмя детьми.
В 1895 году Самуил Рогозин основал небольшую ткацкую фабрику в Бруклине, которая стала довольно успешным предприятием. В 1903 году Самуил решил создавать иешиву по образцу Воложинской и передал управление фабрикой 16-летнему Израилю.
Израиль Рогозин показал себя способным предпринимателем, до 1912 года на фабрике работало уже 200 рабочих, а в 1920 году предприятие имело 5 фабрик и около 1000 рабочих. В 1921 году компания получила наименование «Beaunit Corporation».

## Rogosin Industries
В апреле 1956 года Израиль Рогозин основал «Rogosin Industries Ltd.» для производства пряжи из вискозного волокна. По просьбе израильского министра торговли и промышленности Пинхаса Сапира в 1958 году производство было переведено в новооснованный город Ашдод в Израиле, где израильское правительство выделило под эти цели 1000 дунамов (100 га) земли.
В 1963 году Израиль Рогозин продал свою долю в «Beaunit Corporation». На то время в компании работало около 10 000 сотрудников, а годовой доход составлял 150 млн долларов.

## Последние годы и память
В 1966 году Рогозин пожертвовал 1 млн долларов на создание Центра еврейской этики в Нью-Йорке.
Умер в Олэнхёрсте (Нью-Джерси, США). Его единственный сын, Лайонел Рогозин (1924—2000) — независимый американский режиссер.
В память Израиля Рогозина его именем назван The Rogosin Institute в Нью-Йорке, некоммерческая научно-исследовательское учреждение по изучению нефропатии (болезнь почек).
Рогозин пожертвовал 2,5 млн долларов через фонд Агентства еврейского образования на строительство 10-ти школ в Израиле, в том числе 3-х в Ашдоде. В его честь названа главная улица и две школы в Ашдоде.